# جوساميسين
جوساميسين (بالإنجليزية: Josamycin)‏ هو مضاد حيوي لماكروليد. عزله العلماء من سلالات فار نوفا في عام 1964.